# Stürmisch in Lieb’ und Tanz
Stürmisch in Lieb’ und Tanz (Impétueux en amour et dans la danse) est une polka rapide de Johann Strauss II (op. 393). L'œuvre est créée le 22 février 1881 dans la salle Sofienbad de Vienne.

## Histoire
La polka est composée sur la base de motifs de l'opérette Das Spitzentuch der Königin. L'œuvre rejoint ainsi une série de compositions (opus numéros 391, 392, 394 et 406 ) qui reprennent tous les thèmes de cette opérette. La valse Rosen aus dem Süden (op. 388) fait également partie de cette série. Cette polka est composée pour le bal du carnaval de l'Association des écrivains et journalistes Concordia et est également créée à cette occasion. Strauss, qui n'est pas content de l'opérette Das Spitzentuch der Königin en raison des mauvaises critiques de la presse, publie l'œuvre pour Concordia par courtoisie. Il assemble dans la polka des pièces du final du premier acte et du 3e. La première n'est pas dirigée par le compositeur, mais par son frère Eduard. Le nom du titre ne vient pas de Johann Strauss lui-même, mais de l'humoriste Jacques Kowy, ami d'Eduard.

## Durée
Sa durée d'exécution est d'environ 2 minutes et 10 secondes. Elle peut varier selon l'interprétation musicale du chef d'orchestre.

## Interprétations notables
La pièce est jouée lors du célèbre concert du nouvel an à Vienne : en 1971 et 1972 (Willi Boskovsky) ; 1981 et 1986 (Lorin Maazel) ; 1991 (Claudio Abbado) ; 2010 (Georges Prêtre) ; 2014 (Daniel Barenboïm) ; 2021 (Riccardo Mutti).